# Gare de Kain
Ne doit pas être confondu avec Station de Kain l'Alouette.
La gare de Kain est une ancienne halte ferroviaire belge de la ligne 87, de Bassilly à Renaix et Tournai située sur le territoire de l'ancienne commune de Kain, rattachée à la ville de Tournai, en région wallonne dans la province de Hainaut.
Elle est mise en service en 1884 par les Chemins de fer de l’État belge et ferme en 1950 aux voyageurs. Le bâtiment des voyageurs est démoli dans les années 1950, les rails sont retirés par la suite, laissant la maison de service attenante au passage à niveau, transformée en habitation.

## Situation ferroviaire
Établie à 17 m d'altitude, la gare de Kain était située au point kilométrique (PK) 2.8 de la ligne 87, de Bassilly à Tournai entre la gare de Tournai (PK 0.0), et la gare fermée d'Obigies,.

## Histoire
Lors de l'ouverture de la ligne entre Pecq et Tournai, le 1er novembre 1882, aucun arrêt ne se trouve entre ces deux gares. La halte de Kain, administrée depuis la gare de Pecq, est mise en service le 15 juin 1884 pour le trafic des voyageurs et des bagages. À partir de 1893, elle est gérée depuis la gare de Tournai et une extension des installations a lieu en 1912.  
La halte ne possède qu'un seul quai pour les voyageurs, positionné de part et d'autre du passage à niveau no 25 imposant parfois de descendre sur la route. Elle comporte deux voies de garage, une aboutissant à une rampe à front de la rue du Chemin de fer et une reliée à la voie principale à ses deux extrémités, avec un cul-de-sac donnant sur la halle à marchandises.  
À partir de 1932, les trains font face à la concurrence d'une ligne d'autobus privée entre Tournai et Renaix,. Les bus disparaissent en 1940 mais reprennent la desserte entre Tournai et Escanaffles en 1946.
Les trains de voyageurs entre Tournai et Renaix sont finalement remplacés par des bus vers octobre 1950, causant la fermeture des gares entre Kain et la bifurcation de Mont-de-l'Enclus. La ligne au départ de Tournai (renommée ligne 231 au lieu de 87) reste exploitée pour la desserte de la distillerie industrielle Carbonnelle jusqu'en 1975. L'usine se trouve néanmoins plus proche du canal, entre Tournai et la gare de Kain.
Plus aucun train de marchandises ne parcourant cette section, elle est déclassée en 1959 le dernier train circule en avril 1964, avec une locomotive type 64 tractant un wagon-grue chargé d'enlever les rails.

## Patrimoine ferroviaire
Kain possédait un petit bâtiment des recettes au plan sans équivalent dans les autres gares des Chemins de fer de l’État belge. Sa disposition similaire à celle des gares de Basècles et Ville-Pommeroeul comprend un seul niveau avec cinq travées symétriques. Au-dessus de la porte médiane se trouve un fronton percé par une baie au sommet en plein cintre flanquée par des pierres décorées de volutes sur lesquelles prennent appui les rampants de ce pignon, dont le sommet est orné d'un pinacle percé d'une ouverture ronde et surmonté par un épi. Une arête de toiture complétait les ferronneries de ce bâtiment dont la façade en briques apparentes inclut une frise de briques diagonales au-dessus des arcs bombés des travées. Plus étroit que les autres gares sans étages du Hainaut, ce bâtiment au toit à deux croupes comporte un mur aveugle du côté du passage à niveau et un mur percé de deux portes de l'autre côté. Une petite construction pour le magasin des petites marchandises apparaît après la construction du bâtiment des voyageurs.
Démoli vers 1957, ce bâtiment de halte sans étage ne possédait pas de logement de fonction, le chef de gare devait être hébergé dans une autre maison, peut-être la maison de gare-barrière à l'architecture particulière[réf. souhaitée].
Le passage à niveau no 25 est doté d'une maison de garde, qui est le seul bâtiment ferroviaire encore visible sur le site de l'ancienne gare. Elle se singularise par ses quatre fenêtres, groupées par deux, alors que les autres maisons de P.N. construites à l'origine de la ligne n'ont que deux baies par étage.
Les traversées à niveau de la rue Grégoire Decorte et de la rue d'Ormont possèdent des maisons de P.N. du type ultérieur, un bâtiment plus long à trois fenêtres, et celle la rue de l’Écluse possède encore une maison à deux travées, du type d'origine.